# Éric Bhat
 (juin 2025).
Si vous disposez d'ouvrages ou d'articles de référence ou si vous connaissez des sites web de qualité traitant du thème abordé ici, merci de compléter l'article en donnant les références utiles à sa vérifiabilité et en les liant à la section « Notes et références ».
Éric Bhat, né le 22 novembre 1956 à Pau dans les Basses-Pyrénées et mort le 8 juin 2025 à Paris, est un journaliste français spécialisé dans la presse automobile, rédacteur en chef de plusieurs magazines, qui s'est par la suite reconverti dans l'ayurveda, médecine traditionnelle indienne.

## Biographie
Fils d’un ingénieur géologue aux Pétroles d’Aquitaine, Éric Bhat découvre très tôt le sport automobile en assistant en 1968, à l'âge de 11 ans, au Grand Prix de Pau de Formule 2 remporté cette année là par Jackie Stewart, sur Matra MS7 devant Robin Widdows et Jean-Pierre Beltoise, qui devient l’un de ses héros. C’est la naissance d’une passion, qui le conduit à choisir la voie du journalisme et l’amène à devenir correspondant de plusieurs journaux ou magazines — L'Éclair des Pyrénées, la République des Pyrénées, L'Équipe, Auto Hebdo — journaux dans lesquels il signe des articles alors qu'il n’est encore que lycéen !
En 1972, il réussit le concours d'entrée à l'école de journalisme de Bordeaux, où il compte parmi ses professeurs le romancier Pierre Christin et le journaliste et futur homme politique Noël Mamère.
Éric Bhat commence sa carrière professionnelle au début de l'année 1978 en tant que rédacteur à Auto Hebdo, magazine hebdomadaire spécialisé dans le sport automobile, créé en février 1976 . L'année suivante, il est nommé rédacteur en chef de Grand Prix International, nouveau magazine consacré à la Formule 1, dont il rédige tous les articles, tandis que le photographe Bernard Asset signe toutes les photos. À la même époque, il assure des reportages en direct pour Radio Monte-Carlo, et dirige en 1981 la rédaction du livre L'Année Automobile.
Il rejoint en 1982 l'écurie Renault-Elf de Formule 1, en tant qu'attaché de presse. C’est ainsi qu'il est chargé de la communication d'Alain Prost et de René Arnoux notamment.
Mais il se lasse rapidement de ce métier et revient dans la presse automobile, où il est nommé rédacteur en chef adjoint d'Auto Hebdo. En même temps, il fait une incursion à la télévision lorsque La Cinq de Silvio Berlusconi lui confie la rédaction en chef de son émission de sport automobile.
Il devient en 1987 rédacteur en chef du magazine Auto-Défense, consacré à la défense des automobilistes, puis il est nommé directeur de la rédaction de L'Automobile magazine.
Les Éditions Mondiales l’embauchent pour lancer le magazine franco-allemand consacré à l'automobile Auto Plus, sur le modèle du magazine allemand Auto Bild (groupe Axel Springer), dont le premier numéro parait le 14 septembre 1988 — sous le nom de France Auto —   qui devient rapidement le journal hebdomadaire le plus vendu de la presse automobile française. Il en assure la rédaction en chef pendant dix ans.
En 1999, il crée une société d’édition pour lancer Auto-30 jours, magazine automobile mensuel. L'aventure dure deux ans et prend fin à la suite de l'échec d'un accord avec la presse quotidienne régionale condamnant du même coup le mensuel à interrompre sa parution.
En avril 2002, Éric Bhat est embauché par Axel Ganz et participe à la relance de l'hebdomadaire VSD. Il est rédacteur en chef adjoint, et espère accéder à la rédaction en chef. Mais le poste convoité lui échappe, l'amenant à quitter le magazine.
De retour dans la presse automobile, il se retrouve à Auto Live, magazine qui publie une version papier et une version CD Rom vidéo (l'ancêtre des DVD et des sites internet). Ce projet trop ambitieux est un échec, l'amenant à se reconvertir dans le domaine de la moto : il accède à la rédaction en chef de Moto Journal, magazine mensuel traitant de divers sujets relatifs à la moto et au sport motocycliste. Enfin, au sein du groupe Profession politique, il est nommé rédacteur en chef d'Acteurs publics, édité par la Société d’édition publique (SEP), ainsi que de La Lettre des nominations et de La Lettre de la modernisation de l'État, avec trois nouvelles formules à mettre en place.
À partir des années 1990, après plusieurs séjours en Inde, qui lui ont permis de découvrir l'ayurvéda, il abandonne progressivement ses activités dans la presse et s'attache à faire connaître cette médecine traditionnelle indienne encore peu connue en France. Il tient ainsi une chronique dans l'émission Viva l’ayurvéda sur Radio médecines douces. Il écrit des articles sur le sujet dans Les Nouvelles de l'Inde, magazine mensuel publié par l'ambassade de l'Inde à Paris. Il ouvre même un cabinet et devient praticien ayurvédique. Il fait la Une du magazine Profession : thérapeute. TF1 consacre un sujet à ses activités liées à l'ayurvéda dans son journal de 13 heures.
Éric Bhat meurt le 8 juin 2025, à l’âge de 68 ans.

## Publications
- 1980 : Rondeau, victoire au Mans, 95 pages, Société internationale de presse et d'édition (SIPE), Saint-Cloud
- 1981 : Le Programme politique d'un mec nommé Coluche (en collaboration avec Gérard Jean-Quentin), 95 pages, Société internationale de presse et d'édition (SIPE), Saint-Cloud
- 1989 : L’année Liberté, en partenariat avec Europe 1